# کی-۱۹: ویدومیکر
کی-۱۹: ویدومیکر (به انگلیسی: K-19: The Widowmaker) فیلمی ۱۳۸ دقیقه‌ای به کارگردانی کاترین بیگلو با بازی هریسون فورد است.

## داستان
سال ۱۹۶۱، اوج جنگ سرد سیستم خنک‌کنندهٔ نخستین زیر دریایی اتمی اتحاد جماهیر شوروی دچار نشتی شده که باعث انفجاری فجیع خواهد شد. در این صورت حملهٔ اتمی رقیب و آغاز جنگ جهانی سوم اجتناب ناپذیر خواهد بود.